# Lycée Sivard-de-Beaulieu
Le lycée Sivard-de-Beaulieu est un établissement public d'enseignement secondaire situé à Carentan-les-Marais (Manche).

## Histoire

### Ouverture et origines
Inauguré en 1988, le lycée se situe sur les terres de l'ancien maire de Carentan Jean-Louis Sivard de Beaulieu (1800-1867), fils du député Antoine Sivard de Beaulieu (1767-1826), qui fait don de sa propriété à la commune à la seule condition qu'une école y soit construite. Voyageur, il ramène de ses diverses expéditions de nombreux arbres exotiques dont des palmiers, lesquels, plantés sur sa propriété, sont toujours visibles aujourd'hui dans la cour du lycée et constituent même son emblème,.

### Figures notables
- Le poète et écrivain libertaire Guy Allix (1953) professeur de lettres modernes durant quelques années au lycée Sivard-de-Beaulieu[3]
- L'historien et professeur Patrick Fissot (1971), enseignant d'histoire et de géographie au lycée Sivard-de-Beaulieu[4]
- Le producteur de cinéma et agent d'artistes Maxime Delauney (1981), élève au lycée dans les années 1990[5]

### Classement
Sur 27 lycées manchois répertoriés et classés pour l'année 2019 par le site L'Internaute, le lycée Sivard-de-Beaulieu arrive en 21e position avec une moyenne de 14,7/20 et un taux de réussite au baccalauréat de 93,0 %, en hausse par rapport à l'année précédente. 